# Nachal ha-Kosemet
Nachal ha-Kosemet (hebrejsky: נחל הקוסמת) je vádí v severním Izraeli, v Dolní Galileji.
Začíná v nadmořské výšce téměř 300 metrů na severním okraji masivu Giv'at ha-More, kde začíná poblíž průmyslové zóny Alon ha-Tavor, na východním úbočí pahorku Tel Agol. Vádí pak směřuje k severu a vstupuje do rovinatého a zemědělsky využívaného údolí Bik'at Ksulot, které je severovýchodním výběžkem Jizre'elského údolí. V tomto údolí pak necelé 2 kilometry jižně od hory Tavor ústí zprava do vádí Nachal Tavor.